# تیرانیوس روفینوس
تیرانیوس روفینوس (انگلیسی: Tyrannius Rufinus; ۱ ژانویهٔ ۰۳۴۵ – ۱ ژانویهٔ ۰۴۱۱) متخصص الهیات، نویسنده، مترجم، راهب مسیحی، و مورخ اهل روم باستان بود.